# Niedersächsische Verfassung
Die Niedersächsische Verfassung ist die Verfassung des Landes Niedersachsen. Sie ist seit dem 1. Juni 1993 in Kraft und ersetzte die Vorläufige Niedersächsische Verfassung aus dem Jahr 1951.
Artikel 1 Absatz 2 der Niedersächsischen Verfassung bestimmt, dass das Land Niedersachsen ein freiheitlicher, republikanischer, demokratischer, sozialer und dem Schutz der natürlichen Lebensgrundlagen verpflichteter Rechtsstaat in der Bundesrepublik Deutschland ist sowie ein Teil der europäischen Völkergemeinschaft.

## Geschichte
Die Geschichte der niedersächsischen Landesverfassungen ist – im Unterschied zu derjenigen anderer Landesverfassungen – deutlich an die Entwicklung Deutschlands nach 1945 geknüpft.
Im Jahre 1951 wurde mit der Vorläufigen Niedersächsischen Verfassung (VNV) eine Übergangsverfassung verabschiedet, die die staatlichen Grundlagen in der Zeit bis zur Wiedervereinigung des zweigeteilten Deutschlands regelte. Da sich die Vorläufige Niedersächsische Verfassung auf das bereits 1949 geschaffene Grundgesetz für die Bundesrepublik Deutschland beziehen konnte, verzichtete man – wie z. B. auch in der Verfassung der Freien und Hansestadt Hamburg – auf einen Grundrechtskatalog.
Die historischen Gegebenheiten wurden durch Art. 56 VNV berücksichtigt: „Die kulturellen und historischen Belange der ehemaligen Länder Hannover, Oldenburg, Braunschweig und Schaumburg-Lippe sind durch Gesetzgebung und Verwaltung zu wahren und zu fördern.“
Mit der Wiedervereinigung Deutschlands am 3. Oktober 1990 entfiel der Vorbehalt der Vorläufigkeit. Somit wurde auf der Grundlage der Vorläufigen Niedersächsischen Verfassung die neue Niedersächsische Verfassung von 1993 aufgebaut, der unter anderem Grundrechte und Staatsziele hinzugefügt wurden. Art. 72 NV übernimmt die Bestimmung des Art. 56 VNV. Dieser Artikel wird auch als Traditionsklausel bezeichnet.

## Verfassungsänderungen
Die Niedersächsische Verfassung wurde bisher sechs Mal geändert:
- Gesetz zur Änderung der Niedersächsischen Verfassung vom 6. Juni 1994 (Nds. GVBl. S. 229)
- Zweites Gesetz zur Änderung der Niedersächsischen Verfassung vom 20. November 1997 (Nds. GVBl. S. 480)
- Art. 1 des Gesetzes zur Änderung der Niedersächsischen Verfassung und des Gesetzes über den Staatsgerichtshof vom 27. Januar 2006 (Nds. GVBl. S. 58)
- Art. 1 des Gesetzes zur Änderung der Niedersächsischen Verfassung vom 18. Juni 2009 (Nds. GVBl. 276)
- Art. 1 des Gesetzes zur Neuregelung der Rechtsstellung der oder des Landesbeauftragten für den Datenschutz vom 30. Juni 2011 (Nds. GVBl. S. 210)
- Art. 1 des Gesetzes über die Schuldenbremse in Niedersachsen vom 23. Oktober 2019 (Nds. GVBl. S. 288)